# صویره قدیمه
صویره قدیمه (به فرانسوی: Souira Guedima) یک شهرک در مراکش است.